# رودمان دبليو. باول
رودمان دبليو. باول (بالإنجليزية: Rodman W. Paul)‏ هو مؤرخ أمريكي، ولد في 1912 في فيلادلفيا في الولايات المتحدة، وتوفي في 15 مايو 1987 في باسادينا في الولايات المتحدة.